# Éclipse solaire du 7 février 2008
L’éclipse solaire du 7 février 2008 est une éclipse solaire annulaire. Elle eut lieu, il y a : 17 ans et 23 jours.
C'était la 6e éclipse annulaire du XXIe siècle.

## Visibilité
La zone de pénombre (éclipse partielle) passa par :
Antarctique, océan Pacifique, Nouvelle-Zélande, Australie, Nouvelle-Calédonie, Fidji.
L'éclipse annulaire traversa successivement les régions suivantes :
Antarctique (Terre d'Ellsworth puis Terre Marie Byrd), océan Pacifique.
Et passa sur le plus haut sommet Antarctique : Massif Vinson.

Trajectoire de l'éclipse sur la Terre.

## Image

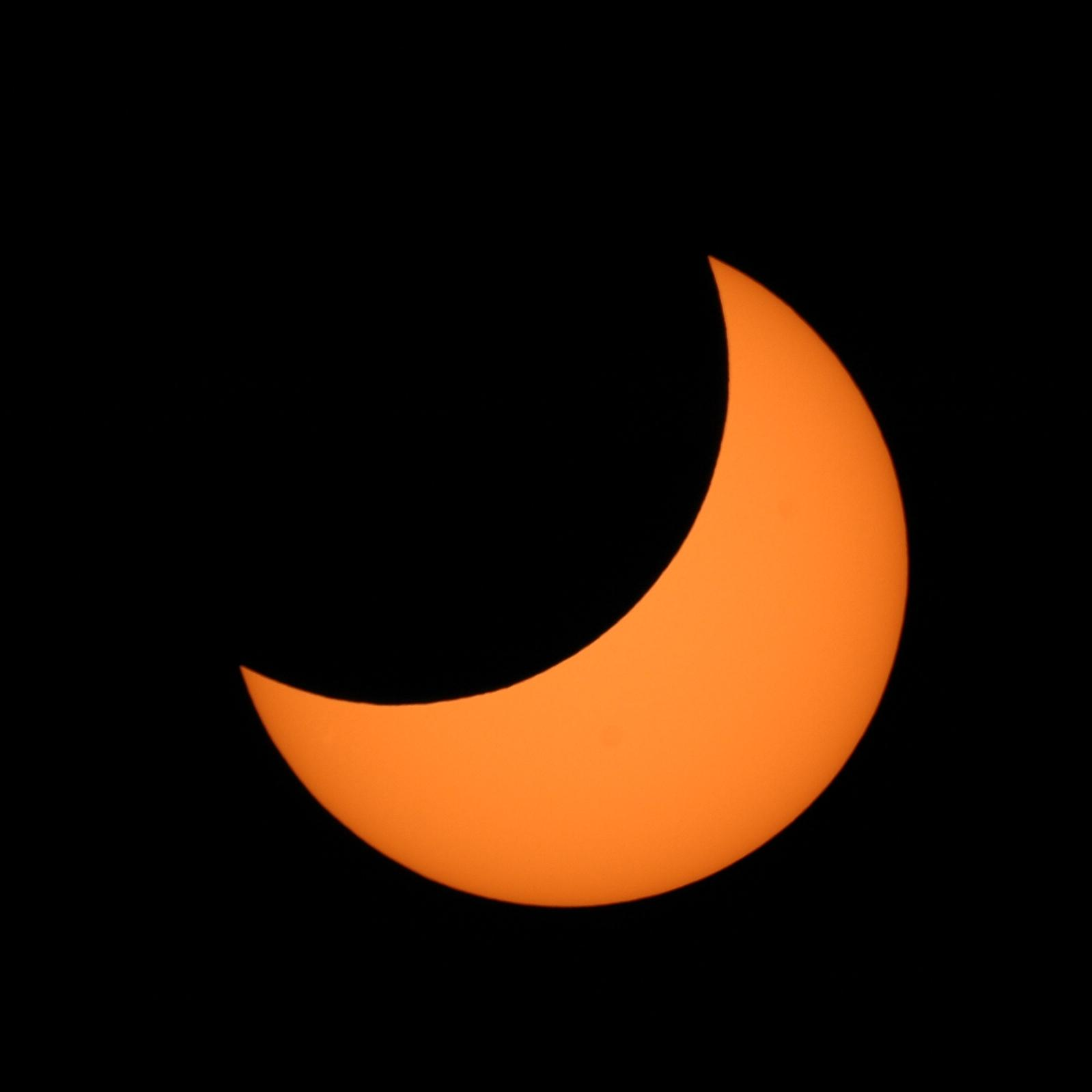
L'éclipse (partielle), vue depuis la Nouvelle-Zélande.